# Serrat de la Caella
El Serrat de la Caella és una serra situada al municipi de Soriguera a la comarca del Pallars Sobirà, amb una elevació màxima de 1.425 metres.